# Elektra Trainer
Die Elektra Trainer ist ein Elektroflugzeug des deutschen Herstellers ELEKTRA SOLAR GmbH. Die Maschine erhielt am 19. Januar 2023 als erstes zweisitziges Flugzeug mit rein elektrischem Antriebssystem eine Einzelzulassung vom Deutschen Ultraleichtflugverband (DULV) als Beauftragtem des Bundesministeriums für Digitales und Verkehr (BMDV).

## Geschichte
Die Elektra Trainer, entwickelt von Calin Gologan, ist eine konsequente Weiterentwicklung der von der PC-Aero GmbH gebauten Elektra One, die im März 2011 erstmalig abhob. Die PC-Aero fusionierte 2016 mit der Elektra-UAS GmbH zur Elektra Solar GmbH.

## Konstruktion

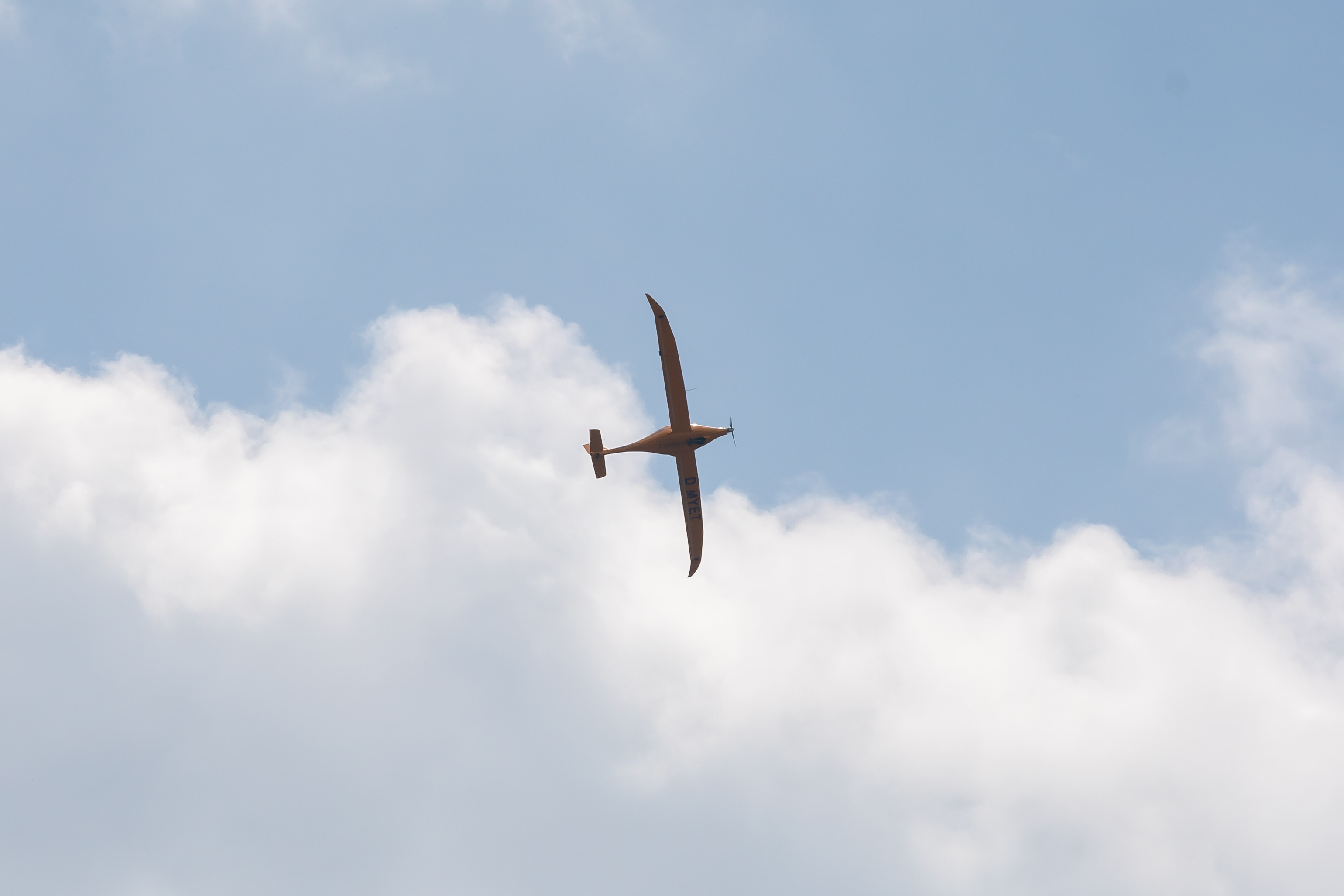
Flugvorführung der Elektra Trainer auf der ILA 2024

Die Elektra Trainer ist ein zweisitziges Leichtflugzeug aus Verbundwerkstoffen. Sie basiert auf der Elektra One und ist ein freitragender Tiefdecker. Die Maschine hat eine geschlossene Kabine mit zwei nebeneinander liegenden Sitzen, die über die Kabinenhaube zugänglich sind. Sie hat ein einziehbares Zentralfahrwerk (Version RG) oder ein Zweibein-Festfahrwerk (Version FG) und ein Elektromotor-Antriebssystem, das einen Propeller antreibt (Tractor-Konfiguration). Das Antriebssystem besteht bzgl. Motor, Motorsteuerung und Batterie aus zwei redundanten Teilsystemen. Ebenfalls zweifach redundant ist die Stromversorgung für Avionik und Autopilot ausgelegt. Bei Ausfall eines Teilsystems kann das Flugzeug mit mindestens 1,5 m/s steigen.
Die Flügelspannweite beträgt 14,5 m, die Flügelfläche 11 m², die Flügelstreckung 19. Der Flügel ist mit Klappen ausgestattet, die die Stallgeschwindigkeit von 91 km/h um 9 km/h senken. Das Flugzeug hat ein Leergewicht von 422 kg und ein Bruttogewicht von 600 kg, was eine Nutzlast von 178 kg ergibt.
Das zugelassene Triebwerk ist ein 65 Volt Doppelmotor von Geiger Engineering mit 50 kW Leistung. Der Motor treibt einen dreiflügeligen Verstellpropeller an. Die Elektra Trainer hat einen maximalen Geräuschpegel von unter 50 dB(A). Das entspricht dem Geräusch eines mäßigen Regenschauers und lässt den Betrieb in Lärmschutzgebieten zu. Der Ladevorgang nach 50 Minuten Flug von 66 % auf 100 % dauert bei einer Ladeleistung von 18 kW 35 Minuten. Eine Digital Aircraft Platform (DAP) überwacht ständig den Status des Flugzeugs und aktiviert in kritischen Situationen automatisch Schutzverfahren.
Der Prototyp erhielt am 19. Januar 2023 als erstes zweisitziges Flugzeug mit rein elektrischem Antriebssystem eine Einzelzulassung vom Deutschen Ultraleichtflugverband (DULV) als Beauftragtem des Bundesministeriums für Digitales und Verkehr (BMDV). und trägt das Kennzeichen D-MYET. Seither wurden zwei weitere Vorserienexemplare gebaut und zum Jahreswechsel 2024/2025 die Musterzulassungen für die Versionen RG (retractable gear) und FG (fixed gear), Kennblatt 1012-24 erteilt.

## Produktion
Momentan ist eine Kleinserie von drei Flugzeugen in Produktion, für 2025 ist der Bau von 10 weiteren Maschinen, vorwiegend in der Version FG geplant.

## Ladestandard
Die Serienversionen haben einen Standard T2-Stecker-Anschluss von üblichen Kfz-Ladestationen (AC 11–22 kW), über den die beiden ausbaubaren Ladegeräte mit Energie versorgt werden. Als Zubehör für die Maschine steht eine tragbare 12-Kilowatt-Ladestation mit Adaptern auf verschiedene Steckdosen zur Verfügung, die im Gepäckraum mitgeführt werden kann.

## Technische Daten
| Kenngröße             | Daten                                 |
| --------------------- | ------------------------------------- |
| Besatzung             | 1                                     |
| Passagiere            | 1                                     |
| Länge                 | 6,88 m                                |
| Spannweite            | 14,5 m                                |
| Höhe                  | 1,55 m                                |
| Flügelfläche          | 11 m²                                 |
| Flügelstreckung       | 19                                    |
| Gleitzahl             | 25                                    |
| Nutzlast              | 178 kg                                |
| Leermasse             | 422 kg                                |
| max. Startmasse       | 600 kg                                |
| Reisegeschwindigkeit  | 120 km/h                              |
| Höchstgeschwindigkeit | 180 km/h                              |
| Dienstgipfelhöhe      |                                       |
| Höchstflugdauer       | ca. 150 min (plus 30 min VFR-Reserve) |
| Triebwerke            | 1 Elektromotor HPD-50D 50,0 kW        |
| Batterie              | 35 kWh                                |